# نسخ بالعبرية
النسخ بالعبرية هو كتابة (نسخ) الألفاظ غير العبرية (اللعزية) بالخط العبري.

## نظام نسخ أكاديمية اللغة العبرية
| الحرف | النسخ بالعبرية | أمثلة      |
| ----- | -------------- | ---------- |
| ð     | ד׳             | ד׳אל (ذال) |
| ʒ     | ג׳             | ג׳ים (جيم) |
| θ     | ת׳             | ת׳א (ثاء)  |